# Anubis-Nout
Pour les articles homonymes, voir Anubis (homonymie) et Nout.
Anubis-Nout, aussi Anubis et Nout, sont deux pièces pour clarinette contrebasse composées par Gérard Grisey en 1983. Gérard Grisey a travaillé avec le clarinettiste et bassiste Jean-Noël Crocq afin de déterminer la palette sonore et les doigtés d'Anubis et Nout.
Une  version pour saxophone basse ou baryton a été réalisé pour le compositeur en 1990,.
Les deux versions sont publiées par Ricordi.  La table des doigtés spéciaux présente dans la partition de clarinette contrebasse a été établie par Harry Sparnaay et Jean-Noël Crocq.

## Histoire
Au début des années 1980, Harry Sparnaay demande à Gérard Grisey une pièce pour clarinette contrebasse solo qui ne dispose pas de répertoire important.
Après l'assassinat de son ami et compositeur québécois Claude Vivier, Gérard Grisey a composé Anubis et Nout en juillet et août 1983. Bien que la pièce soit écrite pour Harry Sparnaay et dédiée à la mémoire de Claude Vivier que Sparnaay ne connaissait pas. Gérard Grisey a souvent échangé avec Harry Sparnaay et Jean-Noël Crocq des choix multiphoniques et des doigtés spéciaux.

« Il s'est ensuite rendu chez moi, près de Montmartre, pour étudier les possibilités de l'instrument. J'avais une clarinette contrebasse Leblanc, l'instrument qui m'a servi lors de la création de Saint François d'Assise d'Olivier Messiaen, en 1983, à l'Opéra de Paris, et que je joue toujours aujourd'hui, notamment lors de la reprise de cet opéra. Il a eu l'idée d'indexer les changements de timbres et de hauteurs obtenus par l'ajout de doigtés dans la partie basse du tube normalement ouverte sur chaque élément de note. Il a méticuleusement enregistré et noté les différents doigtés. C'est le matériau sonore des deux pièces Anubis et Nout, qui donne une longue succession de doigtés complexes à apprendre. Il s'est ensuite concentré sur le spectre sonore de la clarinette contrebasse, qui a la particularité, plus que toutes les autres clarinettes, de rendre audibles les 12èmes au-dessus des fondamentales : il m'a demandé de jouer très lentement et très doucement ces 12èmes, et nous avons pu constater une inertie dans la transition entre ces intervalles, comme un léger " fondu enchaîné ", pour reprendre un terme de cinéma. Ce fondu enchaîné d'intervalles de 12e est la base de la deuxième pièce, Nout. »

— Jean-Noël Crocq
Harry Sparnaay a continué de jouer Anubis et Nout dans ses récitals, bien qu'il signale que la programmation de cette pièce peut être difficile : il devait emprunter une clarinette contrebasse Leblanc pour pouvoir la jouer correctement (il possédait un modèle Henri Selmer Paris). En fait, la partition publiée contient la mention suivante : « Clarinette contrebasse en si bémol, modèle 'Leblanc' ; utiliser une anche no 2 ou no 3. ». Lorsqu'on lui demandait de commenter ce qu'il trouvait être les aspects les plus difficiles ou les plus intéressants dans l'œuvre Anubis et Nout, Sparnaay faisait allusion à Nout : « La dernière partie. C'est probablement l'une des plus belles pièces écrites pour instrument (à vent). »

## Analyse
« Selon la mythologie égyptienne antique, Anubis, le dieu à tête de chacal, protégeait les morts, pesant leurs âmes et décidant de leur sort lors d'un rituel appelé psychostasie. La déesse Nout, quant à elle, avalait le soleil tous les soirs et lui donnait naissance tous les matins. Les dessins la représentent se dressant au-dessus de l'horizon, les mains touchant l'ouest et les pieds l'est. Inspiré par ces deux figures mythologiques, Anubis-Nout de Gérard Grisey est un diptyque, chaque "panneau" musical représentant l'un de ces dieux. Grisey dépeint le royaume des morts d'Anubis en inversant les lois de l'harmonique. Au lieu de s'étendre vers le haut en intervalles de plus en plus petits à partir d'une hauteur fondamentale, le processus est ici inversé et la "fondamentale" se trouve dans la gamme supérieure et ses sons dérivés s'étendent vers le bas en intervalles décroissants. Nout est le complément d'Anubis. Tout comme Nout est le jour de la nuit d'Anubis, le spectre harmonique reprend maintenant ses lois normales, et s'étend vers le haut, vers le ciel. L'allusion au culte égyptien des morts est à la fois symbolique et référentielle : Claude Vivier, ami de Grisey et collègue compositeur, a été assassiné en 1983, date de composition d'Anubis-Nout. »

« Le matériau de ces deux pièces est constitué d´un spectre harmonique inversé pour Anubis, droit pour Nout, et d´un processus de transformation de durées allant du prévisible à l´imprévisible et vice et versa. La forme est une polyphonie de matériaux et de paramètres dont la mise en phase provoque différents paroxysmes. Les inserts mélodiques et rythmiques dialoguent à deux niveaux: macrophonique (mélodies de hauteurs inharmoniques) e microphonique (mélodies des timbre à l´intérieur même du spectre de l´instrument). »

— Gérard Grisey , 1990

## Enregistrements
- Anubis et Nout, enregistrement par Harry Sparnaay lors de la première mondiale au Festival de musique  de Pontino, (label "Fonit Cetra record"[1], 1984).
- Solo Pour Deux : Solo pour deux (1981) pour clarinette et trombone (premier enregistrement), Anubis-Nout (1983), deux pièces pour clarinette contrebasse à la mémoire de mon ami Claude Vivier, assassiné en mars 1983, Stèle (1995) pour 2 percussionnistes, Charme (1969) pour clarinette (premier enregistrement), Tempus ex machina (1979) pour 6 percussionnistes (premier enregistrement). Avec Ernesto Molinari, clarinettes; Uwe Dierksen, trombone ; Stephan Meier, Peppie Wiersma, Ensemble S (Stephan Meier, Arnold Marinissen, Peppie Wiersma, Dirk Rothbrust, Norbert Krämer, Wilbert Grootenboer), percussion, (Kairos 0012502KAI, 2005)[4],[5]